# 小行星8428
小行星8428（8428 Okiko）是一颗围绕太阳公转的小行星。1997年11月3日，關勉在藝西天文台发现了此天体。
該小行星以發現者關勉的妻子關興子命名。
这颗小行星的绝对星等为239.3495427733111等。